# Негри, Луиджи (политик)
Луиджи Негри (род. 4 августа 1956 года, Кодоньо, Ломбардия, Италия) — итальянский архитектор и политик, представитель Ломбардской лиги и Северной лиги. С 1992 по 2001 год был членом Палаты депутатов Италии. Страсть к истории искусства привела его, прежде всего, к углублённому изучению фарфора и его коллекционированию.
В начале 13-го законодательного собрания президент Палаты Лучано Виоланте пригласил его вместе с группой других депутатов-архитекторов разработать проект реорганизации площади Монтечиторио, на которой расположено здание Палаты депутатов Италии — Палаццо Монтечиторио.;